# La Chapelle-sur-Aveyron
La Chapelle-sur-Aveyron is een gemeente in het Franse departement Loiret (regio Centre-Val de Loire) en telt 392 inwoners (1999). De plaats maakt deel uit van het arrondissement Montargis.

## Geografie
De oppervlakte van La Chapelle-sur-Aveyron bedraagt 19,0 km², de bevolkingsdichtheid is 20,6 inwoners per km².
De onderstaande kaart toont de ligging van La Chapelle-sur-Aveyron met de belangrijkste infrastructuur en aangrenzende gemeenten.

## Demografie
Onderstaande figuur toont het verloop van het inwonertal (bron: INSEE-tellingen).